# Gran Premio Capodarco
Der Gran Premio Capodarco ist ein italienisches Straßenradrennen für U23-Männer.
Das Eintagesrennen wurde im Jahr 1964 zum ersten Mal ausgetragen. Seit 2005 ist es Teil der UCI Europe Tour und in die UCI-Kategorie 1.2 eingestuft, seit 2015 nur noch für die Alterskategorie U23 geöffnet. Das Rennen findet jährlich am 16. August in Capodarco, einem Ortsteil der Gemeinde Fermo, statt. Organisator ist die Gruppo Sportivo Capodarco.

## Palmarès (ab 2005)
| Jahr | Sieger             | Zweiter            | Dritter                |          |
| ---- | ------------------ | ------------------ | ---------------------- | -------- |
| 2005 | Fernando Herrero   | Anton Reschetnikow | Luigi Sestili          |          |
| 2006 | Marco Bandiera     | Francesco De Bonis | Anton Reschetnikow     |          |
| 2007 | Hrvoje Miholjević  | Francesco De Bonis | Sergei Renew           |          |
| 2008 | Peter Kennaugh     | Simon Clarke       | Dmitri Sokolow         |          |
| 2009 | Salvatore Mancuso  | Jegor Silin        | Diego Ulissi           |          |
| 2010 | Enrico Battaglin   | Stefano Locatelli  | Julián Arredondo       |          |
| 2011 | Mattia Cattaneo    | Enrico Battaglin   | Moreno Moser           |          |
| 2012 | Gianfranco Zilioli | Jay McCarthy       | Stanislau Baschkou     |          |
| 2013 | Matteo Busato      | Mario Sgrinzato    | Gianfranco Zilioli     |          |
| 2014 | Robert Power       | Gianni Moscon      | Moreno Giampaolo       |          |
| 2015 | Riccardo Donato    | Simone Velasco     | Filippo Fiorelli       |          |
| 2016 | Jai Hindley        | Edward Ravasi      | Aljaksandr Rabuschenka |          |
| 2017 | Mark Padun         | Juri Natarow       | Ghalym Achmetow        |          |
| 2018 | Einer Rubio        | Davide Casarotto   | Dario Puccioni         |          |
| 2019 | Filippo Zana       | Kevin Colleoni     | Marco Murgano          |          |
| 2020 | abgesagt           | abgesagt           | abgesagt               | abgesagt |
| 2021 | Simone Raccani     | Andrea Piccolo     | Alex Tolio             |          |
| 2022 | Nicolò Buratti     | Davide De Pretto   | Martin Marcellusi      |          |
| 2023 | Matteo Ambrosini   | Filippo d'Aiuto    | Anders Foldager        |          |
| 2024 | Filippo d'Aiuto    | Dominik Dunár      | Manuel Oioli           |          |
| 2025 |                    |                    |                        |          |

## Palmarès (bis 2004)
- 2004  Moisés Aldape
- 2003  Moisés Aldape
- 2002  Antonio Quadranti
- 2001  Alessandro Delfatti
- 2000  Massimiliano Martella
- 1999  Milan Kadlec
- 1998  Giorgio Feliziani
- 1997  Massimo Codol
- 1996  Gianluca Valoti
- 1995  Paolo Valoti
- 1994  Juan Carlos Domínguez
- 1993  Roberto Pistore
- 1992  Marco Milesi
- 1991  Fabio Casartelli
- 1990  Wladimir Belli
- 1989  Davide Bramati
- 1988  Paolo Lanfranchi
- 1987  Mario Austero
- 1986  Marcello Siboni
- 1985  Tripodi
- 1984  Franco Cortinovis
- 1983  Salvatore Cavallaro
- 1982  Franco Cortinovis
- 1981  Piero Onesti
- 1980  Di Sciorio
- 1979  Montedori
- 1978  Bravi
- 1977  Abbruzzetti
- 1976  Pennachini
- 1975  Tedeschi
- 1974  Tedeschi
- 1973  Zani
- 1965–1972 nicht ausgetragen
- 1964  Stefanelli